# HAT-P-13b
HAT-P-13bはおおぐま座の方角に約697光年の位置にある太陽系外惑星である。この惑星は、主星HAT-P-13の前面を通過した際に発見された。ホットジュピターに分類され、木星の0.851倍の質量、1.28倍の半径を持つ。